# Chiesa di San Martino (Perledo)
La chiesa di San Martino è una chiesa parrocchiale situata a Perledo, in provincia di Lecco.
La parrocchia è parte del decanato Alto Lario dell'arcidiocesi di Milano.

## Storia
Dedicata a Martino di Tours, la chiesa è citata nel Liber Notitiae Sanctorum Mediolani (fine del XIII secolo) all'interno della pieve di Varenna. Originariamente in stile romanico ma rimaneggiata nel corso dei secoli, fu costruita probabilmente sul finire dell'XI secolo.
Divenne capopieve probabilmente all'inizio del XIV secolo.
Dal 1406 è sede di un prevosto e rappresentante della Pieve di Perledo. Col Rinascimento Perledo venne addirittura ad assumere l'autorità vicariale sulla sua vecchia capopieve (Pieve di Varenna). Ai prevosti di Perledo, all'inizio del XIV secolo, per un periodo di tempo non preciso, furono sottoposte le parrocchie di San Vittore sul Castello (Esino Lario) e la parrocchia di San Giorgio (Varenna). La parrocchia di Esino si staccherà da Perledo nel 1455. Nello stesso anno si registra la visita pastorale dell'Arcivescovo Gabriele Sforza. Nel 1564 la “rettoria” di San Giorgio e la “cappella” die San Giovanni Battista de Varenna risultano attestate nel 1564 nella pieve di Perledo. Nel Larius di Anton Gioseffo della Torre di Rezzonico, viene attribuita la volontà di edificare la chiesa alla regina Teodolinda. Giuseppe Arrigoni, storiografo della Valsassina, scrisse: «La regina Teodolinda tanto nota per la sua pietà, invaghitasi dell'amena solitudine di Perledo, spesso vi veniva a villeggiare, e stanca infine delle gravi cure del regno, rinunziò il trono al figlio Adaloaldo, e qui si ritirò a passare i giorni della vecchia. Lasciò essa in questo luogo di delizie perenni monumenti della sua grandezza e pietà nella chiesa che fu posteriormente rimodernata, e nella torre che ancora si ammira».

## Descrizione
- Arredi e pitture: pregevole il battistero in legno del '600 e due confessionali probabilmente della stessa bottega posti all'ingresso; un discreto Matrimonio mistico di Santa Caterina di Domenico Cadorado (sull'altare di sinistra); l'altare della Madonna del Rosario coi quadretti dei Misteri, opera del secondo Seicento; una tela di inizio settimo secolo con Sant'Antonio Abate che benedice gli armenti (oggi in canonica); gli armadi della sacrestia; dove si trova pure una tela con San Martino e il povero, riferita a Francesco Bellati con datazione al 1785, e proveniente dalla cappella del Santo.[6]

- Architettura: Fra il 1614 e il 1628 la chiesa venne ricostruita a pianta ottagonale e nel 1755 vi fu l'apposizione della facciata[2], decorosa nella sua tripartizione e nel complesso esemplare dell'edilizia barocca minore, ma destinata fatalmente ad interrompere il ritmo dell'edificio anteriore.[6]

- Campanile: Nel Lario Orientale, Andrea Spiriti fa risalire il campanile all'XI-XII secolo. Fu tuttavia ricostruito tra il 1614 e il 1628[2].